# Francesc Ramos i Molins
Francesc Ramos i Molins (Alacant, 19 d'agost de 1910 - 28 de desembre de 1983) fou un polític català.

## Trajectòria
El 1929 es traslladà a Barcelona on estudià enginyeria mecànica, i des de 1930 va militar a les Joventuts Socialistes d'Espanya. Fou detingut el 8 de gener de 1931 per participar en una revolta anarquista abans de proclamar-se la Segona República Espanyola, però posteriorment fou alliberat. El 10 d'octubre de 1933 obtingué el títol de pilot d'aviació. Fou detingut novament el 1934, arran dels fets del sis d'octubre a Barcelona, al costat de Lluís Companys i el govern de la Generalitat de Catalunya, i fou internat amb ells al vaixell Uruguay. El 6 de gener de 1935 li concediren la llibertat vigilada i va participar amb Antoni López Raimundo (germà de Gregorio) en l'edició de l'òrgan de les JSC, Iskra. I quan el 23 de juliol de 1936 es va formar el PSUC, s'hi va integrar.
Quan esclatà el cop d'estat del 18 de juliol de 1936 a Barcelona va participà en els enfrontament a les Drassanes, on fou ferit en una cama per una granada. Es va allistar com a pilot d'aviació en la guerra civil espanyola i fou enviat al Front d'Aragó integrat en la Columna Carles Marx de José del Barrio Navarro. El general Sebastián Pozas Perea el nomenà ajudant de camp el 19 de març de 1938 l'envià a l'Escola Popular d'Estat Major. Després fou nomenat comandant del XVIII Cos d'Exèrcit de l'Exèrcit de la República.
En acabar la guerra va estar exiliat a França, on fou internat al camp de Sant Cebrià de Rosselló i pel maig de 1939 marxà a l'URSS amb Joan Comorera. Durant la Segona Guerra Mundial va treballar en una fàbrica a Tbilisi i va mantenir enfrontaments amb Dolores Ibárruri. Fou acusat d'estar implicat en la fugida de dos exiliats espanyols de la Unió Soviètica el 2 de gener de 1948, José Tuñón i Pedro Cepeda. En ser descoberts, ell va ser detingut i internat en la Lubianka, i sotmès a un procés que li va condemnar per la seva implicació en un suposat cas d'espionatge anglo-americà-argentí a deu anys de treballs forçats a Sibèria, dels quals va complir nou.
Retornat forçosament a Espanya el 22 de gener de 1957, va ser interrogat per la policia franquista, sense ser condemnat a penes de presó, encara que se li va retirar el passaport, per la qual cosa no podia sortir del país. En 1962 contactà amb Josep Maria Triginer i Fernández es va integrar en el PSOE, ocupant-hi càrrecs de direcció, especialment en la federació catalana.
En les eleccions generals de 1977 va ser elegit diputat per la província de Barcelona per la coalició entre la Federació Catalana del PSOE i el Partit Socialista de Catalunya-Congrés (Socialistes de Catalunya), en la llista de la qual ocupava el vuitè lloc (el tercer entre els militants del PSOE). Ja com a membre del PSC, va repetir escó en les eleccions de 1979 i 1982, i fou Vocal de la Diputació Permanent del Congrés dels Diputats. (a la seva mort va ser substituït per Xavier Soto i Cortés).